# Änderungswesen
Das Änderungswesen (oder Änderungsmanagement; englisch change management, claim management, Engineering Change Management, ECM) ist in der Organisationslehre eine Funktion oder Organisationseinheit in Personenvereinigungen, die sich mit der permanenten Anpassung von Unternehmensstrategien und Organisationsstrukturen an veränderte Rahmenbedingungen befasst.

## Allgemeines
Personenvereinigungen sind Behörden, Projekte oder Unternehmen. Das Änderungswesen umfasst Abläufe, Datenänderungen, Geschäftsprozesse, Methodik, Organisationsmittel, Produkte oder Dienstleistungen, um hieran Änderungen kontrolliert und dokumentiert vorzunehmen. Das Änderungswesen hat in vielen Unternehmen zentrale Bedeutung, weil es sämtliche Bereiche von der Produktentwicklung über die Produktion bis hin zum Marktaustritt tangiert. Da sämtliche Geschäftsprozesse im Unternehmen auf einem einheitlichen Informationsstand aufbauen müssen, sind Änderungen unverzüglich zuzuführen. Oft wird das Änderungswesen auf neue Produkte/Dienstleistungen oder neue Produkte oder Produktvariationen eingeschränkt, umfasst jedoch alle Bereiche, die von Datenänderungen betroffen sind.

## Informationsquellen
Wesentliche interne Quellen des Änderungswesens sind das betriebliche Vorschlagswesen und darüber hinaus auch andere internen technischen und wirtschaftlichen Daten aus den betrieblichen Funktionen Beschaffung, Produktion, Finanzierung, Organisation, Verwaltung und Vertrieb. Als externe Quellen kommen alle Informationen über Umweltzustände in Betracht, die für den Betriebszweck und die Unternehmensziele von Bedeutung sind (Betriebsvergleiche, Marktdaten, Rechtsnormen, volkswirtschaftliche Kennzahlen). Das Änderungsmanagement richtet sich vor allem nach innen, also auf die Mitglieder der Personenvereinigung. Geltende Rechtsnormen sind die VDA-Richtlinie 4965 oder der CMII Change Management Process.

## Schwachstellen
Häufig ist das Änderungswesen vor allem in Großunternehmen eine Schwachstelle. Ändert sich beispielsweise eine Kundenadresse oder Bankverbindung, so wird diese Änderung entweder nicht wahrgenommen oder nicht in allen relevanten Datenbanken erfasst. Diesen Schwachstellen kann durch ein Datenlinkage fachlich zusammengehöriger Datenbanken begegnet werden. Vor allem Änderungen externer Daten drängen sich nicht immer auf und sind auf Anhieb nicht erkennbar, so dass systematische Datenabgleiche vorzunehmen sind. Es ist zu bedenken, dass veraltete Informationen zu Fehlentscheidungen führen. Dies kann auch daran liegen, dass externe Daten erst mit einem Time-Lag verfügbar sind und zur Entscheidungsgrundlage werden, obwohl sich die Datenlage bei der Entscheidung bereits verändert hat.  

## Änderungsanforderung
Kernelement des Änderungswesens ist die Änderungsanforderung. Nach ihrer systematischen Erfassung durchläuft sie einen Genehmigungsprozess. Nach Freigabe erfolgt die Änderungsdurchführung zu einem vorgegebenen Zieltermin. Das Änderungswesen kann sich sowohl auf externe Produkte der Organisation beziehen, als auch auf interne Produkte, insbesondere Dokumentationen. Zeitlich spielt das Änderungswesen während des gesamten Produktlebenszyklus eine wichtige Rolle, also von der Erfindung (Invention) bis zum End of Production (EOP). Besonders kritisch ist die Koordination vor dem Produktionsstart (SOP), da sich die Entwicklungszeiten immer weiter kürzen und damit verstärkt parallel gearbeitet wird. Diese Koordination ist Teil des Anlaufmanagements.

## Änderungswesen in Fertigungsbetrieben
Bei der Entwicklung von Produkten definiert in der Regel die Stückliste die Teile, die in ein Endprodukt eingehen. Mit einem Änderungsantrag wird beschrieben, welche Änderung an einer Stücklistenposition und dem dazugehörigen CAD-Modell bzw. der dazugehörigen Teilzeichnung durchgeführt werden soll und welche weiteren Stücklistenpositionen berücksichtigt werden sollen.
Die Verwaltung von Änderungen erfolgt in Konstruktionsprojekten in einem Produktdatenmanagement-System.

## Änderungswesen in Projekten
Im Rahmen des Projektmanagements wird unter Änderungswesen die systematische Verwaltung von Änderungen im Projektstrukturplan (PSP) verstanden.
Aufgrund neuer Anforderungen, entdeckter Fehler oder neu gewonnener Erkenntnisse kann es sich als erforderlich erweisen, einmal aufgestellte Planungen anzupassen. Das Konfigurationsmanagement regelt den formalen Vorgang vom Antrag über dessen Genehmigung bis hin zur Plananpassung.
Ein Änderungszyklus kann folgende Schritte umfassen:
- Aufnahme des Änderungswunsches, z. B. in Form eines Änderungsantrages
- Analyse des Änderungsumfanges (unter Zuhilfenahme der jeweiligen Fachabteilungen)
- Aufwandsschätzung (Material, Ressourcen, Finanzen, Zeit etc.)
- Risikoabschätzung
- Entscheidung über die Freigabe der Änderung, Beauftragung der Durchführung in den Fachabteilungen
- Durchführung und Dokumentation der Änderung
- Qualifizierung und Test des geänderten Produktes
- Freigabe des neuen Produktes
- ggf. Überführung in die Produktion
- Abschluss des Änderungszyklus

## Änderungswesen in der Automobilindustrie
Speziell in der Automobilindustrie gibt es bei OEM’s teilweise mehr als 1000 Änderungsvorhaben pro Monat, die ca. 7000 interne und externe Geschäftspartner betreffen können. Dabei reichen die Lösungen zur technischen Dokumentation und Umsetzung eines Änderungsvorhabens von (Papier-)Formularen und Excel-Tabellen bis zu spezialisierten IT-Lösungen, die unternehmensspezifische Komponenten enthalten.
Aufgrund der Komplexität und Variantenvielfalt von Fahrzeugen können die Änderungsvorhaben anhand ihrer Bedeutung und ihres Umfanges unterschieden werden nach:
- Produkt-Erweiterung (z. B. neues Produktmodell) oder neue Produktvariante (s. Produktvariation),
- Produkt-Pflege (siehe Modellpflege),
- Produkt-Änderung (laufende technische Änderung).

Die unterschiedlichen Änderungsvorhaben haben einen signifikant anderen konstruktiven und fertigungstechnischen Aufwand und daher auch einen unterschiedlichen Zeitbedarf erfordern angepasste Änderungsprozesse im Produktentwicklungsprozess. Eine einfache technische Änderung, z. B. das Ersetzen einer einfachen Schraube durch eine höherwertige Schraube, kann innerhalb von Wochen abgewickelt werden, während die Veränderung des Produktes um und durch eine neue Produktvariante viele Monate in Anspruch nehmen kann.
Oft sind die verschiedenen Lösungen nicht miteinander kompatibel und weisen Bearbeitungsbrüche zwischen den verschieden beteiligten Partnern auf. Dann müssen Daten zu den Änderungsvorhaben mehrfach manuell eingegeben werden.
Durch spezifische unterschiedliche Betrachtungsweisen eines Ingenieurs oder eines Kaufmanns resultieren ebenfalls Bearbeitungsschleifen für die Lösungsfindung, da Missverständnisse zwischen den beiden Bereichen entstehen.
Die Verteilung relevanter Informationen auf unterschiedlichen Verwaltungssystemen (Änderungsmanagement, technische Dokumente, Finanzkalkulationen) und Partner (OEM’s, Zulieferer) erschwert die Rekonstruktion des Entscheidungsprozesses bzw. macht sie unmöglich.
Dabei kann durch Harmonisierung und Standardisierung der Teilprozesse eines Änderungsvorhabens die Bearbeitungszeit zwischen den Partnern reduziert, die Prozessqualität und -sicherheit gesteigert werden. Somit wird auch die Prozessqualität für alle Partner transparenter.
Hierzu haben der VDA (VDA 4965), der ProSTEP iViP e. V. (PSI 3-2) und die SASIG Empfehlungen erarbeitet, wie das Änderungswesen (Engineering Change Management) in verschiedenen Anwendungsfällen umzusetzen ist.

## Beherrschung des Änderungsaufwands
Der Aufwand des Änderungswesens steigt mit der Komplexität des Produktes durch Wechselwirkungen im System. Wechselwirkungen entstehen an Schnittstellen zwischen Modulen.
Der Aufwand im Änderungswesen kann durch strategische Modularisierung mit dem Ziel minimaler Schnittstellen zwischen den Modulen deutlich reduziert werden.
Da die Modularisierung in der Konstruktion festgelegt wird, sind dort die primären Stellhebel zur Aufwandsreduktion zu finden.

## Abgrenzungen
Mit der planvollen Änderung von Organisationen befasst sich das Veränderungsmanagement. Beim Änderungsmanagement handelt es sich um einen ganzheitlichen Ansatz, der Veränderungen in Unternehmen vorbereitet, begleitet und nachhaltig einführt.